# 채영인
채영인(蔡煐引, 본명: 배영선, 1981년 11월 23일 ~ )은 대한민국의 가수, 배우이다. 2000년 슈퍼엘리트모델선발대회를 통해 연예계에 데뷔했다.

## 학력
- 우석대학교 공연예술학부(국악) 제적

### 비학위 수료
- 경기대학교 미디어엔터테인먼트교육원 방송연예학과 수료

## 출연작

### TV 드라마
- 2012년 KBS Drama 《자체발광 그녀》 ... 서연희 역
- 2011년 SBS 《폼나게 살거야》 ... 최소형 역
- 2010년 SBS 《별을 따다줘》 ... 정재영 역
- 2008년 SBS 《떼루아》 ... 매니저, 조민지 역
- 2008년 SBS 《아내의 유혹》 ... 민소희 역
- 2008년 SBS 《행복합니다》 ... 지숙 역
- 2007년 코미디TV 《러브 레이싱》 ... 도세라 역
- 2004년 MBC 청춘시트콤 《논스톱 5》
- 2003년 MBC 《다모》 ... 조난희 역
- 2002년 MBC 《맹가네 전성시대》

### 영화
- 2012년 《용의자 X》 - 다이빙 마스터 역

### 방송
- 2009년 SBS 《강심장》 초대 손님
- 2016년 SBS 《런닝맨》 초대 손님
- 2019년 MBN 《속풀이쇼 동치미》 패널
- 2021년 2021년 KBS1 《아침마당》 7월 26일<8933회>출연 [월요토크쇼 명불허전](밀어주고 당겨주는 - 스승과 제자) (이호섭 스승과 같이 출연)

## 연기 외 활동
2006년 여성 그룹 레드삭스 멤버 중 리더로 활동했으나 멤버들이 하나 둘씩 빠지면서 그룹 활동이 중단되었다. 이로 인해, 한동안 섹시 컨셉의 화보를 찍었다. 2006년 8월 솔로가수로 데뷔했으나, 반응이 좋지 않아 2007년부터 연기자로 전업하게 되었으며, 현재 활동중이다.2021년 트로트가수로 전향하여 <이사갑니다> 박종희작사,이호섭작곡&편곡>앨범을 내고 활동을재개하였다

## 수상 경력
- 2008년 SBS 연기대상 뉴스타상 《아내의 유혹》